# Francisco Penim
Francisco Penim é um jornalista e profissional de televisão português. 
Em 2000 e 2001, lançou os primeiros canais temáticos da SIC, a SIC Gold e a SIC Radical, respetivamente, com sucesso. Lançou ainda os canais SIC Mulher (2003) e SIC Comédia. (2004). Foi diretor da SIC Multimédia e entre setembro de 2005 e janeiro de 2008 assumiu o cargo de diretor de programas da estação de SIC generalista, substituindo Manuel S. Fonseca e sendo substituído no mesmo por Nuno Santos. 
De 2013 a 2017, foi diretor-adjunto de programação da CMTV. De 2017 a 2019, foi diretor de programas da mesmo canal. Atualmente apresenta noticiários na CMTV e dá formação a jornalistas naquele canal. 